# 노들역
노들역(Nodeul station)은 서울특별시 동작구 본동에 위치한 서울 지하철 9호선의 지하철역이다. 일반열차만 정차한다.

## 역명 유래
노들의 의미는 '백로가 노닐던 징검돌'이라는 뜻으로, 지금의 노량진 주변을 이야기한다. 이 근처에 있던 나루터를 노들나루라고 불렀는데, 이를 한자로 바꾼 것이 바로 노량진(鷺梁津)이다.

## 역사
- 2008년 9월 18일 : 노들역으로 역명 결정[4]
- 2009년 7월 24일 : 서울 지하철 9호선 개화 ~ 신논현 구간 개통과 함께 영업 개시

## 역 구조
2면 2선의 상대식 승강장을 갖추고 있으며, 승강장에 스크린도어가 설치되어 있다.
지하 1층 대합실의 천장이 유리로 되어있는 부분이 많아 시각에 따라 승강장까지 햇빛이 들어오는 경우가 있다.

### 승강장
| 노량진 ↑ |
| \| 하    |
| ↓ 흑석   |

| 하행 | ● 서울 지하철 9호선 | 일반 노량진 · 국회의사당 · 당산 · 김포공항 · 개화 방면                    |
| 상행 | ● 서울 지하철 9호선 | 일반 동작 · 신논현 · 선정릉 · 종합운동장 · 올림픽공원 · 중앙보훈병원 방면 |

## 역 주변
- 상도터널
- 한강대교·용산역·신용산역방면
- 사육신공원
- 노들나루공원
- 노량진근린공원
- 용봉정근린공원
- 서울영본초등학교
- 서울본동초등학교
- 동양중학교
- 노량진1동 행정복지센터
- 노들섬 (한강대교 남단과 북단 사이)
- 노들로 (자동차 전용도로 -> 일반도로로 변경되었음)
- 본동시장

## 사진

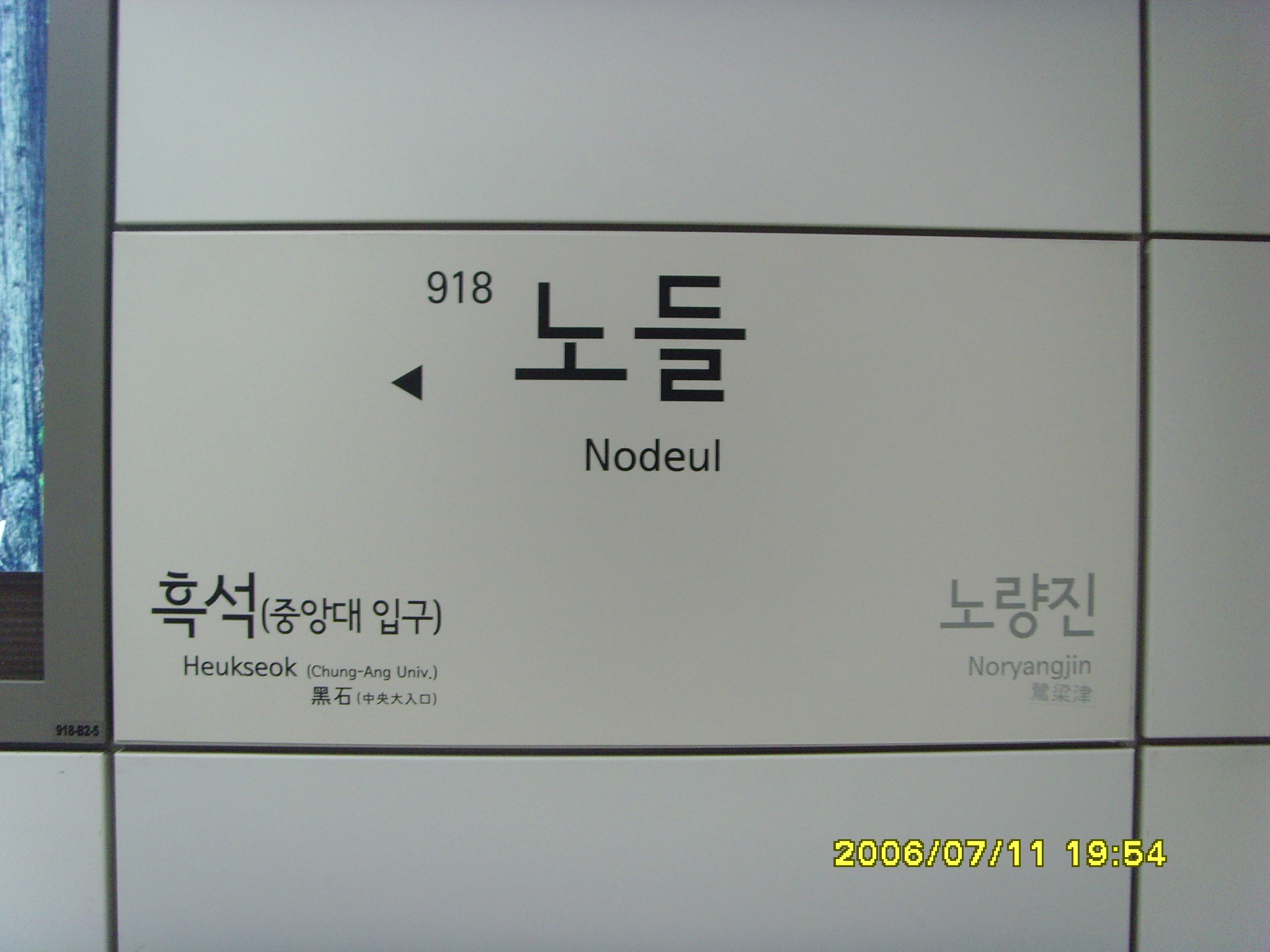
흑석역 방면 역명판
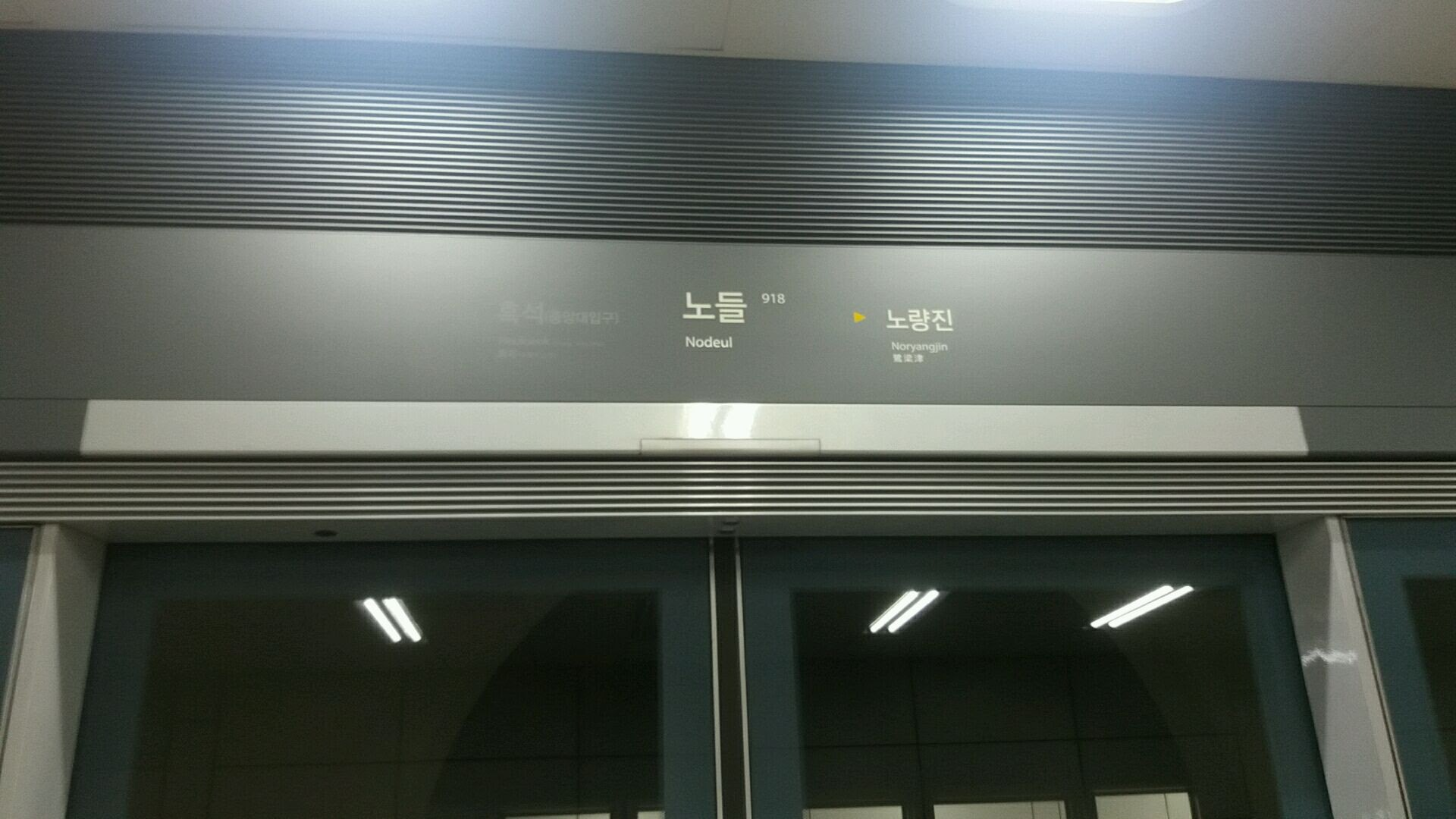
스크린도어 역명판
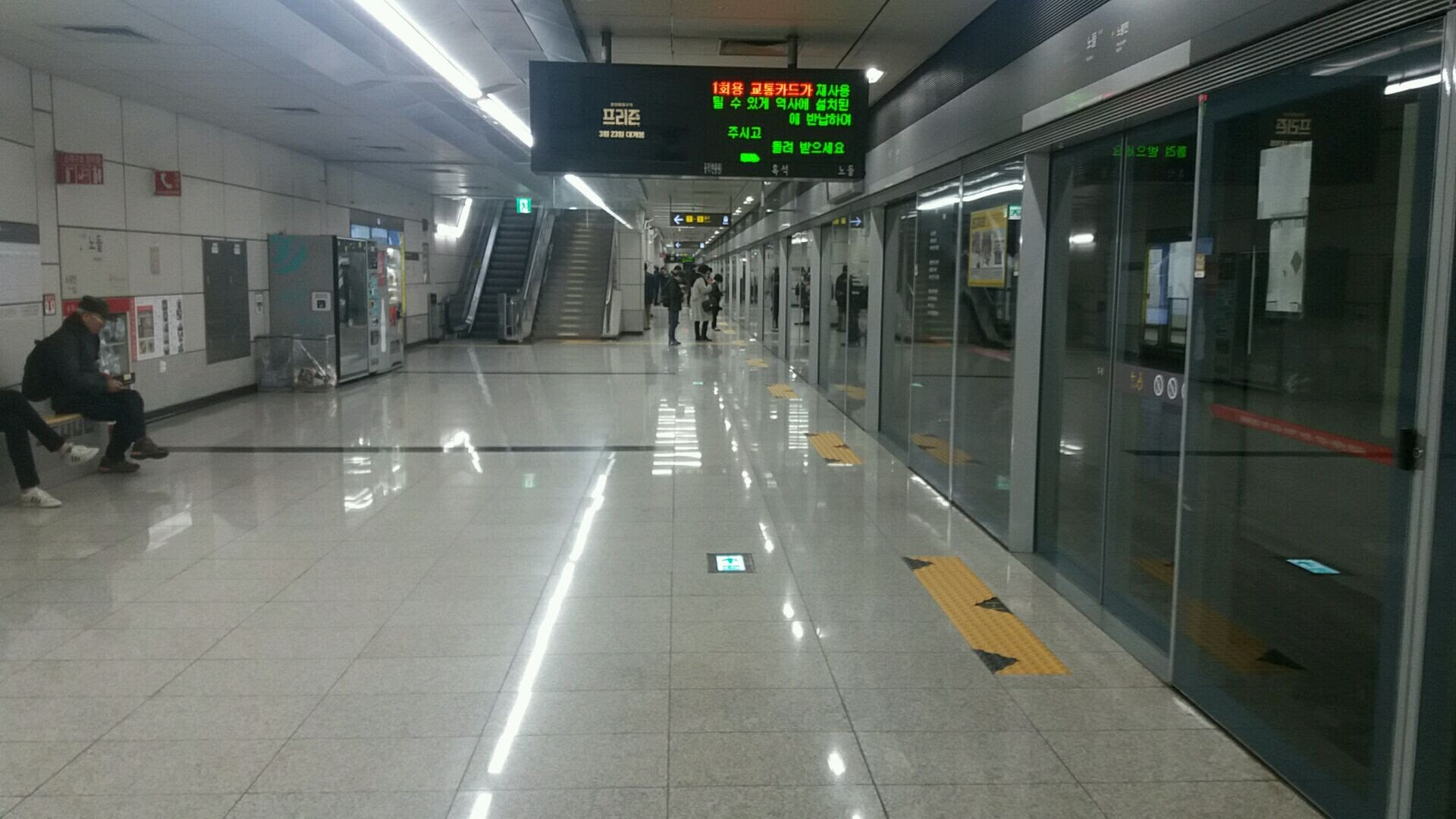
노들역 내부 전경

## 이용객 변동
2009년 자료는 개통일인 2009년 7월 24일부터 12월 31일까지인 161일치만이 반영된 것이다.
| 노선  | 노선 | 일평균 인원수 (명/일) | 일평균 인원수 (명/일) | 일평균 인원수 (명/일) | 일평균 인원수 (명/일) | 일평균 인원수 (명/일) | 일평균 인원수 (명/일) | 일평균 인원수 (명/일) | 일평균 인원수 (명/일) | 일평균 인원수 (명/일) | 각주  |
| 노선  | 노선 | 2009년                | 2010년                | 2011년                | 2012년                | 2013년                | 2014년                | 2015년                | 2016년                | 2017년                | 각주  |
| ----- | ---- | --------------------- | --------------------- | --------------------- | --------------------- | --------------------- | --------------------- | --------------------- | --------------------- | --------------------- | ----- |
| 9호선 | 승차 | 3,023                 | 3,486                 | 3,942                 | 4,636                 | 4,959                 | 5,083                 | 4,913                 | 4,886                 | 4,750                 | [ 5 ] |
| 9호선 | 하차 | 2,472                 | 2,852                 | 3,194                 | 3,809                 | 4,172                 | 4,289                 | 4,127                 | 4,201                 | 4,212                 | [ 5 ] |

## 인접한 역
| 서울 지하철 9호선    | 서울 지하철 9호선        | 서울 지하철 9호선          |
| -------------------- | ------------------------ | -------------------------- |
| 917 노량진 개화 방면 | ● 서울 지하철 9호선 일반 | 919 흑석 중앙보훈병원 방면 |